# Dagenaisita
La dagenaisita és un mineral de la classe dels sulfats. Rep el nom per John Dagenais (4 de setembre de 1945 -), un destacat col·leccionista i micromounter de Vancouver, Canadà.

## Característiques
La dagenaisita és un sulfat de fórmula química Zn₃Te6+O₆. Va ser aprovada com a espècie vàlida per l'Associació Mineralògica Internacional l'any 2017. Cristal·litza en el sistema monoclínic. La seva duresa a l'escala de Mohs es troba entre 0 i 2.
Els exemplars que van servir per a determinar l'espècie, el que es coneix com a material tipus, es troben conservats a les col·leccions mineralògiques del Museu d'Història Natural del Comtat de Los Angeles, a Los Angeles (Califòrnia) amb el número de catàleg: 66561, 66562, 66563 i 66564.

## Formació i jaciments
Va ser descoberta a la mina Gold Chain, situada a la localitat de Mammoth, dins el comtat de Juab (Utah, Estats Units). També ha estat trobada a la propera mina North Star. Aquestes dues mines són els únics de tot el planeta on ha estat descrita aquesta espècie mineral.